# Aphetea punctata
Aphetea punctata är en insektsart som beskrevs av William D. Funkhouser. Aphetea punctata ingår i släktet Aphetea och familjen hornstritar. Inga underarter finns listade i Catalogue of Life.